# Gauldalen

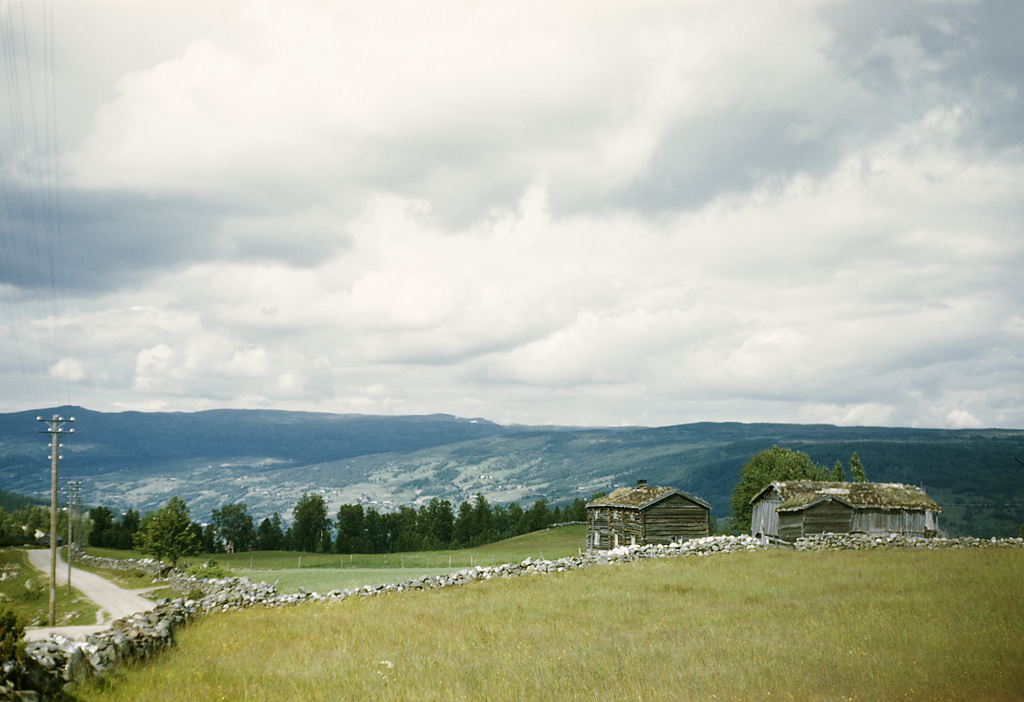
Vue sur le Gauldalen en 1948.

Le Gauldalen (« vallée de la Gaula » en français) est un landskap de Norvège, situé dans le comté de Sør-Trøndelag. Il comprend principalement, comme son nom l'indique, la région située dans la vallée de la Gaula. 
La municipalité de Røros, bien que non située dans la vallée, y est traditionnellement rattachée. Les autres municipalités sont Holtålen, Midtre Gauldal et Melhus.